# Persone di cognome Lee/Calciatori
| Questa pagina contiene informazioni ricavate automaticamente dalle voci biografiche con l'ausilio del template Bio e di un bot. L'aggiornamento è periodico e automatico e ricostruisce completamente la pagina. Se manca una persona in questa lista, sei pregato di non aggiungerla, ma accertati piuttosto che la sua voce biografica contenga il template Bio e che i dati anagrafici siano correttamente compilati. Se il template Bio manca, inseriscilo tu stesso o, in alternativa, metti l'avviso {{tmp\|Bio}} che ne segnala la mancanza. Se i dati riportati sono sbagliati, correggi direttamente la voce biografica; le modifiche saranno visibili in questa lista entro pochi giorni. Per chiarimenti vedi il progetto antroponimi. La lista contiene solo le 95 persone che sono citate nell'enciclopedia e per le quali è stato implementato correttamente il template Bio. Pagina aggiornata al 7 ago 2025. |

Questa è una lista di persone presenti nell'enciclopedia che hanno il cognome Lee e sono calciatori.

## A(2)
- Alan Desmond Lee, ex calciatore irlandese (Galway, n. 1978)
- Alex Lee, calciatore statunitense (Rockville, n. 1990)

## B(3)
- Lee Beom-young, calciatore sudcoreano (Seul, n. 1989)
- Lee Boo-yeol, ex calciatore sudcoreano (n. 1958)
- Lee Byung-keun, ex calciatore sudcoreano (Sancheong, n. 1973)

## C(5)
- Lee Cha-man, ex calciatore sudcoreano (n. 1950)
- Lee Chan-dong, calciatore sudcoreano (n. 1993)
- Lee Chang-min, calciatore sudcoreano (n. 1994)
- Lee Chang-myung, ex calciatore nordcoreano (n. 1947)
- Lee Chung-yong, calciatore sudcoreano (Seul, n. 1988)

## D(4)
- Dale Lee, ex calciatore montserratiano (n. 1991)
- Lee Dong-gook, ex calciatore sudcoreano (Pohang, n. 1979)
- Lee Dong-gyeong, calciatore sudcoreano (Seul, n. 1997)
- Lee Dong-jun, calciatore sudcoreano (Pusan, n. 1997)

## E(1)
- Eric Lee, calciatore inglese (Chester, n. 1922 - Ottawa, † 1999)

## F(1)
- Francis Lee, calciatore inglese (Westhoughton, n. 1944 - Manchester, † 2023)

## G(3)
- Lee Gang-jin, calciatore sudcoreano (Daejeon, n. 1986)
- Gordon Lee, calciatore e allenatore di calcio inglese (Pye Green, n. 1934 - Lytham St Annes, † 2022)
- Lee Gwang-yeon, calciatore sudcoreano (n. 1999)

## H(5)
- Lee Hak-jong, ex calciatore sudcoreano (n. 1961)
- Lee Han-beom, calciatore sudcoreano (Daegu, n. 2002)
- Lee Heung-sil, ex calciatore sudcoreano (Jinhae, n. 1961)
- Lee Ho, calciatore sudcoreano (Seul, n. 1984)
- Lee Hyun-ju, calciatore sudcoreano (Ansan, n. 2003)

## J(15)
- Lee Jae-sung, calciatore sudcoreano (n. 1988)
- Lee Jae-sung, calciatore sudcoreano (Ulsan, n. 1992)
- Jason Lee, ex calciatore inglese (Forest Gale, n. 1971)
- Lee Ji-sol, calciatore sudcoreano (n. 1999)
- Lee Jin-hyun, calciatore sudcoreano (Seul, n. 1997)
- Jack Lee, calciatore inglese (Sileby, n. 1920 - Rugby, † 1994)
- Lee Jong-ho, ex calciatore sudcoreano (n. 1992)
- Lee Jong-hwa, ex calciatore sudcoreano (Tongyeong, n. 1963)
- Lee Jong-min, ex calciatore sudcoreano (Jeju, n. 1983)
- Lee Ju-yong, calciatore sudcoreano (n. 1992)
- Lee Jung-hyup, calciatore sudcoreano (Seul, n. 1991)
- Lee Jung-il, ex calciatore sudcoreano (n. 1956)
- Lee Jung-soo, ex calciatore sudcoreano (Gimhae, n. 1980)
- Lee Jung-youl, ex calciatore sudcoreano (Seul, n. 1981)
- Justin Lee, calciatore statunitense (n. 1990)

## K(16)
- Lee Kang-in, calciatore sudcoreano (Incheon, n. 2001)
- Lee Kang-jo, ex calciatore sudcoreano (n. 1954)
- Lee Keun-hak, ex calciatore nordcoreano (n. 1940)
- Lee Keun-ho, ex calciatore sudcoreano (Incheon, n. 1985)
- Lee Ki-bum, ex calciatore sudcoreano (n. 1970)
- Lee Ki-hyung, ex calciatore sudcoreano (Jeolla Meridionale, n. 1974)
- Lee Ki-joo, calciatore sudcoreano (n. 1926 - † 1996)
- Lee Ki-keun, ex calciatore sudcoreano (n. 1965)
- Kieran Lee, ex calciatore inglese (Stalybridge, n. 1988)
- Lee Kil-yong, calciatore sudcoreano (n. 1959 - Pyeongtaek, † 2003)
- Lee Kwan-woo, ex calciatore sudcoreano (Seul, n. 1978)
- Lee Kwang-jong, calciatore e allenatore di calcio sudcoreano (n. 1964 - † 2016)
- Lee Kyu-hyuk, calciatore sudcoreano (n. 1999)
- Lee Kyu-ro, calciatore sudcoreano (Sunchang, n. 1988)
- Lee Kyung-choon, ex calciatore sudcoreano (n. 1969)
- Lee Kyung-nam, ex calciatore sudcoreano (n. 1961)

## L(1)
- Lee Lim-saeng, ex calciatore e allenatore di calcio sudcoreano (Incheon, n. 1971)

## M(3)
- Lee Min-sung, ex calciatore sudcoreano (Gwangmyeong, n. 1973)
- Lee Moon-young, ex calciatore sudcoreano (n. 1965)
- Lee Myung-joo, calciatore sudcoreano (n. 1990)

## O(1)
- Olly Lee, ex calciatore inglese (Hornchurch, n. 1991)

## R(3)
- Richard Lee, ex calciatore inglese (Oxford, n. 1982)
- Rob Lee, ex calciatore inglese (Londra, n. 1966)
- Roger Lee, calciatore bermudiano (Southampton, n. 1991)

## S(16)
- Lee Sang-ho, ex calciatore sudcoreano (n. 1981)
- Lee Sang-ho, calciatore sudcoreano (Ulsan, n. 1987)
- Lee Sang-hong, ex calciatore sudcoreano (n. 1979)
- Lee Sang-hun, ex calciatore sudcoreano (Incheon, n. 1975)
- Lee Sang-min, calciatore sudcoreano (Seul, n. 1998)
- Lee Sang-yi, calciatore sudcoreano (n. 1922)
- Lee Sang-yong, ex calciatore sudcoreano (n. 1961)
- Lee Sang-yoon, ex calciatore sudcoreano (Daejeon, n. 1969)
- Lee See-dong, calciatore sudcoreano (n. 1921 - † 1984)
- Lee Seul-chan, calciatore sudcoreano (n. 1993)
- Lee Seung-gi, calciatore sudcoreano (n. 1988)
- Lee Seung-hyun, calciatore sudcoreano (Daegu, n. 1985)
- Lee Seung-won, calciatore sudcoreano (Yongin, n. 2003)
- Lee Seung-woo, calciatore sudcoreano (Suwon, n. 1998)
- Lee Seung-yeoul, calciatore sudcoreano (Bucheon, n. 1989)
- Lee Soon-min, calciatore sudcoreano (n. 1994)

## T(5)
- Tadanari Lee, ex calciatore sudcoreano (Tokyo, n. 1985)
- Lee Tae-ho, ex calciatore sudcoreano (Daejeon, n. 1961)
- Lee Tae-hyung, ex calciatore sudcoreano (n. 1964)
- Lee Tae-seok, calciatore sudcoreano (Seul, n. 2002)
- Lee Tae-yeop, ex calciatore sudcoreano (n. 1959)

## W(1)
- Lee Woo-young, ex calciatore sudcoreano (n. 1973)

## Y(10)
- Lee Yong, calciatore sudcoreano (Seul, n. 1986)
- Lee Yong-jae, calciatore sudcoreano (Seul, n. 1991)
- Lee Yong-rae, calciatore sudcoreano (Daejeon, n. 1986)
- Lee You-hyeon, calciatore sudcoreano (Gwangyang, n. 1997)
- Lee Young-ik, ex calciatore sudcoreano (n. 1966)
- Lee Young-jin, ex calciatore sudcoreano (Seul, n. 1963)
- Lee Young-jin, ex calciatore sudcoreano (n. 1972)
- Lee Young-jun, calciatore sudcoreano (Seul, n. 2003)
- Lee Young-pyo, ex calciatore sudcoreano (Hongcheon, n. 1977)
- Lee Young-sang, ex calciatore sudcoreano (n. 1967)